# Dark Is the Way, Light Is a Place
Dark Is the Way, Light Is a Place é o quinto álbum de estúdio da banda americana de rock alternativo Anberlin, seu segundo álbum lançado pela gravadora Universal Republic, em 7 de setembro de 2010. A banda gravou o álbum em Nashville, na Blackbird Studios com o produtor Brendan O'Brien ganhador do Grammy Award.

## Lançamento
O album rapidamente alcançou o top 2 no ranking de álbuns do iTunes.[carece de fontes?] Começou em nono na classificação Billboard 200, vendendo 31.000 unidades na primeira semana. Também começou como número um em na classificação Billboard's Christian Albums chart, segundo lugar em Álbuns Digitais, número quatro em Álbuns de Rock, quarto lugar em Álbuns Alternativos e nono lugar em Tastemaker Albums.

## Faixas
1. We Owe This to Ourselves - 3.12
2. Impossible - 4.03
3. Take Me (As You Found Me) - 4.12
4. Closer - 3.46
5. You Belong Here - 4.22
6. Pray Tell - 3.47
7. The Art of War - 4.43
8. To the Wolves - 3.31
9. Down - 4.05
10. Depraved - 5.23

## Integrantes
- Stephen Christian – Vocal
- Joseph Milligan – Guitarra, Teclado, Programação
- Nathan Young – Bateria
- Christian McAlhaney – Guitarra Teclado, Programação
- Deon Rexroat – Baixo
- Brendan O'Brien - Produção, Teclado, Programação, engenheiro